# جون ويزلي دي كي
جون ويزلي دي كي (بالإنجليزية: John Wesley De Kay)‏ (20 يوليو 1872 - 1938)؛ كاتب مسرحي وروائي أمريكي.

## روابط خارجية
- جون ويزلي دي كي على موقع قاعدة بيانات برودواي على الإنترنت (الإنجليزية)